# アリ・カリミ (1994年生のサッカー選手)
アリ・カリミ（1994年2月11日 - ）はイランのサッカー選手。ポジションはMF。カイセリスポル所属。

## 来歴

### クラブ
2012年夏にセパハンFCのトップチームに昇格した。
2016年7月1日、ディナモ・ザグレブと移籍金40万ドル、5年契約を結んだ。2016年8月13日にリーグデビューを飾ったが、リーグ戦の出場はこの１試合のみに終わり、2017年1月にNKロコモティヴァ・ザグレブに期限付き移籍した。
2018年7月15日、エステグラルFCと1年契約を結んだ。
2020年11月1日、カタールSCと1年契約を結んだ。
2020年7月1日、カイセリスポルに自由契約で加入した。

### 代表
2016年11月1日のパプア・ニューギニア代表戦でA代表デビューを飾った。2018年5月には2018 FIFAワールドカップの予備登録メンバーに選出されたが、怪我のために本大会メンバーには選ばれなかった。
2022 FIFAワールドカップの本大会メンバーには選出された。

## 代表歴

### 出場大会
- イラン代表
  - 2022 FIFAワールドカップ

### 試合数
- 国際Aマッチ 19試合 0得点（2016年-）[6]

| イラン代表 | 国際Aマッチ | 国際Aマッチ |
| 年         | 出場        | 得点        |
| ---------- | ----------- | ----------- |
| 2016       | 1           | 0           |
| 2017       | 6           | 0           |
| 2018       | 3           | 0           |
| 2019       | 1           | 0           |
| 2020       | 2           | 0           |
| 2021       | 0           | 0           |
| 2022       | 3           | 0           |
| 2023       | 3           | 0           |
| 通算       | 19          | 0           |